# Trường Chinh
Trường Chinh, (né Đặng Xuân Khu) né en indochine francaise le 9 février 1907 et meurt le 30 septembre 1988 à Hanoï au Viêt Nam, c'est un homme politique et théoricien communiste vietnamien.

## Biographie
Đặng Xuân Khu poursuit ses études au lycée Albert-Sarraut de Hanoï. Il rejoint le Parti communiste vietnamien dans les années 1930 peu après sa création. Il admire le chef chinois Mao Zedong et prend en son honneur le pseudonyme Trường  Chinh signifiant "Longue Marche". En 1941 il devient le Premier secrétaire du Parti communiste, officiellement le second poste après le secrétaire général dans le parti. Les années suivantes, le parti combat pour l'indépendance contre la France et parvient à contrôler le Viêt Nam du Nord. Au début des années 1950, Trường mène des réformes agraires inspirées par Mao. Ces politiques échouent et entraînent une famine. En raison de son soutien à la Chine alors que le reste du parti soutenait l'URSS, il est démis en 1956 du poste de premier secrétaire mais reste au Politburo.
Après la réunification, Trường gagne la guerre pour le pouvoir à l'intérieur du Parti en 1981 et devient président du Conseil d'État. Il garde le poste jusqu'en 1988 où il démissionne en raison de sa santé et de nouvelles luttes de pouvoir dans le parti. Il a également occupé le poste de secrétaire général du Parti à la mort de Lê Duẩn de juillet 1986 à décembre 1986.